# Harold William Rickett
Harold William Rickett , född i Birmingham, England den 30 juli 1896, död den 2 februari 1989 i Monterey, Kalifornien, var en amerikansk botaniker, bibliograf och redaktör.
Han emigrerade till USA 1911 (blev amerikansk medborgare 1917) och avlade doktorsexamen vid University of Wisconsin 1922 med avhandlingen Fertilization in Sphaerocarpos. Via University of Missouri (assistant professor 1924-1928, associate professor 1928-1939) flyttade han 1939 till New York Botanical Garden där han tjänade som bibliograf till 1963 och därefter som Wild Flower Project Botanist. Han pensionerades 1977 och flyttade till amerikanska västkusten där han levde ett tillbakadraget liv. Rickett var mycket engagerad i den botaniska nomenklaturen och satt i redaktionen för International Code of Botanical Nomenclature, var delegat vid sjunde, åttonde och nionde Internationella botaniska kongresserna samt var sekreterare i IAPT:s kommitté för fröväxter. Han är främst känd för Wild Flowers of the United States i sju volymer, men han skrev även mera populära verk "utan att ta bort det komplexa eller kontroversiella från botaniken".
Auktorsnamnet Rickett kan användas för Harold William Rickett i samband med ett vetenskapligt namn inom botaniken; se Wikipediaartiklar som länkar till auktorsnamnet.

## Verk
- Fertilization in Sphaerocarpos (1923). I Annals of Botany 37:2, sid. 225–259.
- Botany; a textbook for college and university students (1926), D. Van Nostrand company, New York. Med William Jacob Robbins.
- Flora of Columbia, Missouri (1931), The University of Missouri, Columbia.
- The green earth, an invitation to botany (1943), The Jacques Cattell Press, Lancaster.
- The Royal Botanical Expedition to New Spain, 1788-1820 as described in documents in the Archivo General de la Nación, Mexico, now translated and collated. (1947), Chronica Botanica Co., Waltham, Mass.
- Diseases and pests of ornamental plants (1948, reviderad upplaga 1960), Ronald Press Co, New York.
- Botany for Gardeners (1957), Mcmillan, New York.
- Nomina generica conservanda et rejicienda spermatophytorum (1959), International Bureau for Plant Taxonomy and Nomenclature, Utrecht. Med Frans Antonie Stafleau.
- The New Field Book of American Wild Flowers (1963), Putnam, New York.
- Wild flowers of the United States (1966-), 7 volymer, 15 delar, McGraw Hill, New York.[8]
- Common wild flowers of the Northeastern United States (1979), Barron's, Woodbury NY. Med Carol Helen Woodward.